# Oliarus kaszabiana
Oliarus kaszabiana är en insektsart som beskrevs av Dlabola 1970. Oliarus kaszabiana ingår i släktet Oliarus och familjen kilstritar. Inga underarter finns listade i Catalogue of Life.